# Ancistrus salgadae
Ancistrus salgadae är en fiskart som beskrevs av Fowler, 1941. Ancistrus salgadae ingår i släktet Ancistrus och familjen Loricariidae. Inga underarter finns listade i Catalogue of Life.